# Neve Shalom (villaggio)
Neve Shalom (in ebraico נװה שלום‎?), conosciuta anche come Wāħat as-Salām (in arabo واحة السالام‎?, Wāħat as-Salām), è un villaggio cooperativo abitato da arabi palestinesi ed ebrei israeliani. È stato fondato da Bruno Hussar a ovest di Gerusalemme nel 1972 su un terreno preso in affitto dal monastero di Latrun. Attualmente il villaggio è composto da una cinquantina di famiglie.
Entrambi i nomi ufficiali significano "oasi della pace", in quanto il villaggio è nato con l'obiettivo di dimostrare che è possibile la coesistenza pacifica tra ebrei e palestinesi sulla base di una mutua accettazione. Neve Shalom esprime praticamente questa visione attraverso varie attività.

## La nursery, l'asilo e la scuola elementare
Dopo alcuni anni di sperimentazione le strutture scolastiche furono aperte anche ai bambini dei villaggi vicini. Attualmente la scuola e l'asilo sono frequentati per il 90% da bambini non residenti provenienti da comunità arabe ed ebraiche.
Gli insegnanti ebrei e palestinesi fanno lezione ognuno nella propria lingua ma si rivolgono a tutti gli scolari. I bambini prendono coscienza della propria cultura e delle proprie tradizioni; al tempo stesso imparano la lingua e la cultura dei loro compagni. Ne risulta un'atmosfera di apertura e rispetto.

## La Scuola per la pace
La scuola ha uno staff composto in parti uguali da arabi ed ebrei, esperti in materie scientifiche o letterarie. I membri dello staff hanno superato un corso di sostegno al superamento dei conflitti.
Dalla fondazione della scuola più di 25 000 tra ebrei e arabi hanno preso parte a svariate attività. I programmi coinvolgono studenti delle superiori e universitari, insegnanti, giornalisti, avvocati, medici e comunque sono aperti a chiunque voglia prendervi parte. Le attività della scuola si svolgono a Neve Shalom - Wāħat as-Salām o in altre località di Israele o della Palestina

## Il Centro Spirituale Pluralista Bruno Hussar
Il Centro dedicato a Bruno Hussar, fondatore di NSWAS, promuove quelle attività che abbiano una dimensione spirituale o che siano comunque in relazione con le identità religiose degli abitanti di Israele e Palestina.

Appartata su una collina è la Casa del Silenzio (Beit Dumia - Bayt Sakina), un luogo di riflessione, meditazione e preghiera. La Casa è un santuario per tutti gli uomini di qualsiasi credo o cultura.

## Amministrazione

### Gemellaggi
- Cossato
- Novellara, dal 1994
- Fiorano Modenese
- Paderno Dugnano, dal 2005